# Ludvík III. Bavorský
Ludvík III. Bavorský (7. ledna 1845 Mnichov – 18. října 1921 zámek Nádasdy, Sárvár) byl v letech 1912 a 1913 princ regent za neschopného krále Otu I. a od roku 1913 do roku 1918 poslední bavorský král. Pocházel z bavorské dynastie Wittelsbachů.

## Mládí
Když byl 10. června 1886 král Ludvík II. zbaven svým ministrem svéprávnosti, převzal vládu nad Bavorskem jako princ regent jeho strýc a Ludvíkův otec Luitpold (jeho oficiální titul v této funkci byl „Správce Bavorského království“). Jen tři dny po této události, 13. června 1886, přišel Ludvík II. za nevyjasněných okolností o život. Podle zákona se tak stal od tohoto data bavorským králem Ota. Protože ten ale nebyl kvůli své nemoci schopný vládnout (oficiálně byl nazýván „Trudnomyslným králem“), vládl Luitpold jako princ regent i nadále. I přes to, že král Ota obdržel zprávu o svém nástupnictví, úřadu se nechopil, a uznal Luitpolda jako řádného krále.

## Bavorský regent a král
Po Luitpoldově smrti, 12. prosince 1912, se jako princ regent ujal vlády jeho syn Ludvík jako nejbližší dědic trůnu. V listopadu 1913 byla vládou změněna bavorská ústava tak, aby v případě, kdy by vladař nemohl kvůli nemoci vykonávat svůj úřad, se mohl stát oficiálním králem jeho nástupce. Díky této změně zákona se stal 5. listopadu 1913 dosavadní princ regent regulérním bavorským králem, jako Ludvík III. Současně bylo rozhodnuto, že král Ota nebude nikdy zbaven svého královského titulu. Bavorsko tak mělo několik let dva krále; Ota, který však byl pouze tzv. „čestným králem“, zemřel 11. října 1916.
V roce 1918 vypukla v Bavorsku revoluce a následně se království změnilo na republiku. Ludvík III. podepsal 13. listopadu 1918 prohlášení, že mu vnější okolnosti neumožňují vykonávat vládu. Toto Ludvíkovo prohlášení bylo tiskem v Bavorsku označeno jako „zřeknutí se trůnu“. 18. října 1921 Ludvík III. zemřel v Maďarsku na zámku Sárvár a v listopadu 1921 byl pohřben v Mnichově.

## Rodinný život
Ludvík se v roce 1868 oženil s arcivévodkyní Marií Terezou Rakouskou-Este, s níž měl následně třináct dětí:
- Ruprecht (18. května 1869, Mnichov – 2. srpna 1955, Starnberg), korunní princ a po smrti otce hlava dynastie Wittelsbachů

1. ⚭ 1900 Marie Gabriela Bavorská (9. října 1878, Tegernsee – 24. října 1912, Sorrento)
2. ⚭ 1921 Antonie Lucemburská (7. října 1899, Lenggries, Bavorsko – 31. července 1954, Lenzerheide)

- Adelgunda (17. října 1870, Mnichov – 4. ledna 1958, Sigmaringen), ⚭ 1915 Vilém Hohenzollernský (7. března 1864, Düsseldorf – 22. října 1927, Sigmaringen)
- Marie Ludovika (6. července 1872, Lindau – 10. června 1954, tamtéž), ⚭ 1897 Ferdinand Pius z Kalábrie (25. července 1869, Řím – 7. ledna 1960, Lindau)
- Karel (1. dubna 1874, Lindau – 9. května 1927, Mnichov), svobodný a bezdětný
- František (10. října 1875, Starnberg – 25. ledna 1957, tamtéž), ⚭ 1912 Isabela Antonie z Croÿ (7. října 1890, Bayreuth – 30. března 1982, Starnberg)
- Matylda (17. srpna 1877, Lindau – 6. srpna 1906, Davos), ⚭ 1900 Ludvík Gaston Sasko-Kobursko-Gothajský (15. září 1870, Ebenthal in Kärnten – 23. ledna 1942, Innsbruck)
- Wolfgang (2. července 1879, Lindau – 31. ledna 1895, Mnichov)

- Hildegarde (5. března 1881, Mnichov – 2. února 1948, Frasdorf)
- Notburga (*/† 1883)
- Wiltruda (10. listopadu 1884, Mnichov – 28. března 1975, Oberstdorf), ⚭ 1924 Wilhelm Karl von Urach (3. března 1864, Monako – 24. března 1928, Rapallo), vévoda z Urachu, hrabě z Württembergu
- Helmtruda (22. března 1886, Mnichov – 22. června 1977, Frasdorf)
- Dietlinda (2. ledna 1888, Mnichov – 15. února 1889, tamtéž)
- Gundelinda (26. srpna 1891, Mnichov – 16. srpna 1983, Moos, Bavorsko), ⚭ 1919 hrabě Jan Jiří z Preysing-Lichtenegg-Moosu (17. prosince 1887, Moos, Bavorsko – 17. března 1924, Mnichov)

## Tituly a oslovení
- 7. ledna 1845 – 12. prosince 1912: Jeho královská Výsost princ Ludvík Bavorský
- 12. prosince 1912 – 5. listopadu 1913: Jeho královská Výsost princ regent Bavorska
- 5. listopadu 1913 – 13. listopadu 1918: Jeho Veličenstvo bavorský král
- 13. listopadu 1918 – 18. října 1921: Jeho Veličenstvo král Ludvík III. Bavorský

## Vývod z předků
|                      |                                              |  |             |                                                            |  |  |  |  |  |  |  | Fridrich Michal Falcko-Zweibrückenský |
|                      |                                              |  |             |                                                            |  |  |  |  |  |  |  |                                       |
|                      | Maxmilián I. Josef Bavorský                  |  |             |                                                            |  |  |  |  |  |  |  |                                       |
|                      |                                              |  |             |                                                            |  |  |  |  |  |  |  |                                       |
|                      |                                              |  |             | Marie Františka Falcko-Sulzbašská                          |  |  |  |  |  |  |  |                                       |
|                      |                                              |  |             |                                                            |  |  |  |  |  |  |  |                                       |
|                      | Ludvík I. Bavorský                           |  |             |                                                            |  |  |  |  |  |  |  |                                       |
|                      |                                              |  |             |                                                            |  |  |  |  |  |  |  |                                       |
|                      |                                              |  |             | Jiří Vilém Hesensko-Darmstadtský                           |  |  |  |  |  |  |  |                                       |
|                      |                                              |  |             |                                                            |  |  |  |  |  |  |  |                                       |
|                      | Augusta Vilemína Marie Hesensko-Darmstadtská |  |             |                                                            |  |  |  |  |  |  |  |                                       |
|                      |                                              |  |             |                                                            |  |  |  |  |  |  |  |                                       |
|                      |                                              |  |             | Marie Luisa Albertina Leiningensko-Falkenbursko-Dagsburská |  |  |  |  |  |  |  |                                       |
|                      |                                              |  |             |                                                            |  |  |  |  |  |  |  |                                       |
|                      | Luitpold Bavorský                            |  |             |                                                            |  |  |  |  |  |  |  |                                       |
|                      |                                              |  |             |                                                            |  |  |  |  |  |  |  |                                       |
|                      |                                              |  |             | Arnošt Fridrich III. Sasko-Hildburghausenský               |  |  |  |  |  |  |  |                                       |
|                      |                                              |  |             |                                                            |  |  |  |  |  |  |  |                                       |
|                      | Fridrich Sasko-Altenburský                   |  |             |                                                            |  |  |  |  |  |  |  |                                       |
|                      |                                              |  |             |                                                            |  |  |  |  |  |  |  |                                       |
|                      |                                              |  |             | Ernestina Sasko-Výmarská                                   |  |  |  |  |  |  |  |                                       |
|                      |                                              |  |             |                                                            |  |  |  |  |  |  |  |                                       |
|                      | Tereza Sasko-Hildburghausenská               |  |             |                                                            |  |  |  |  |  |  |  |                                       |
|                      |                                              |  |             |                                                            |  |  |  |  |  |  |  |                                       |
|                      |                                              |  |             | Karel II. Meklenbursko-Střelický                           |  |  |  |  |  |  |  |                                       |
|                      |                                              |  |             |                                                            |  |  |  |  |  |  |  |                                       |
|                      | Šarlota Georgina Meklenbursko-Střelická      |  |             |                                                            |  |  |  |  |  |  |  |                                       |
|                      |                                              |  |             |                                                            |  |  |  |  |  |  |  |                                       |
|                      |                                              |  |             | Frederika Hesensko-Darmstadtská                            |  |  |  |  |  |  |  |                                       |
|                      |                                              |  |             |                                                            |  |  |  |  |  |  |  |                                       |
| Ludvík III. Bavorský |                                              |  |             |                                                            |  |  |  |  |  |  |  |                                       |
|                      |                                              |  |             |                                                            |  |  |  |  |  |  |  |                                       |
|                      |                                              |  | Leopold II. |                                                            |  |  |  |  |  |  |  |                                       |
|                      |                                              |  |             |                                                            |  |  |  |  |  |  |  |                                       |
|                      | Ferdinand III. Toskánský                     |  |             |                                                            |  |  |  |  |  |  |  |                                       |
|                      |                                              |  |             |                                                            |  |  |  |  |  |  |  |                                       |
|                      |                                              |  |             | Marie Ludovika Španělská                                   |  |  |  |  |  |  |  |                                       |
|                      |                                              |  |             |                                                            |  |  |  |  |  |  |  |                                       |
|                      | Leopold II. Toskánský                        |  |             |                                                            |  |  |  |  |  |  |  |                                       |
|                      |                                              |  |             |                                                            |  |  |  |  |  |  |  |                                       |
|                      |                                              |  |             | Ferdinand I. Neapolsko-Sicilský                            |  |  |  |  |  |  |  |                                       |
|                      |                                              |  |             |                                                            |  |  |  |  |  |  |  |                                       |
|                      | Luisa Marie Amélie Tereza Neapolsko-Sicilská |  |             |                                                            |  |  |  |  |  |  |  |                                       |
|                      |                                              |  |             |                                                            |  |  |  |  |  |  |  |                                       |
|                      |                                              |  |             | Marie Karolína Habsbursko-Lotrinská                        |  |  |  |  |  |  |  |                                       |
|                      |                                              |  |             |                                                            |  |  |  |  |  |  |  |                                       |
|                      | Augusta Ferdinanda Toskánská                 |  |             |                                                            |  |  |  |  |  |  |  |                                       |
|                      |                                              |  |             |                                                            |  |  |  |  |  |  |  |                                       |
|                      |                                              |  |             | Fridrich Kristián Saský                                    |  |  |  |  |  |  |  |                                       |
|                      |                                              |  |             |                                                            |  |  |  |  |  |  |  |                                       |
|                      | Maximilián, dědičný princ Saska              |  |             |                                                            |  |  |  |  |  |  |  |                                       |
|                      |                                              |  |             |                                                            |  |  |  |  |  |  |  |                                       |
|                      |                                              |  |             | Marie Antonie Bavorská                                     |  |  |  |  |  |  |  |                                       |
|                      |                                              |  |             |                                                            |  |  |  |  |  |  |  |                                       |
|                      | Marie Anna Saská                             |  |             |                                                            |  |  |  |  |  |  |  |                                       |
|                      |                                              |  |             |                                                            |  |  |  |  |  |  |  |                                       |
|                      |                                              |  |             | Ferdinand Parmský                                          |  |  |  |  |  |  |  |                                       |
|                      |                                              |  |             |                                                            |  |  |  |  |  |  |  |                                       |
|                      | Karolína Marie Tereza Parmská                |  |             |                                                            |  |  |  |  |  |  |  |                                       |
|                      |                                              |  |             |                                                            |  |  |  |  |  |  |  |                                       |
|                      |                                              |  |             | Marie Amálie Habsbursko-Lotrinská                          |  |  |  |  |  |  |  |                                       |
|                      |                                              |  |             |                                                            |  |  |  |  |  |  |  |                                       |